# 이와키역 (나라현)
이와키역(일본어: 磐城駅)은 일본 나라현 가쓰라기시에 위치한 긴키 닛폰 철도 미나미오사카 선의 철도역이다. 역 번호는 F 22이며, 상대식 승강장 2면 2선의 구조를 갖춘 지상역이다.

## 타는 곳
| 1 | F 미나미오사카 선 | 하행 | 가시하라진구마에 · 요시노 · 고세 방면           |
| 2 | F 미나미오사카 선 | 상행 | 후루이치 · 오사카아베노바시 · 가와치나가노 방면 |

## 이용 현황
- 2005년 11월 8일 : 1,575명
- 2008년 11월 18일 : 1,437명
- 2010년 11월 9일 : 1,339명
- 2012년 11월 13일 : 1,348명
- 2015년 11월 10일 : 1,383명

## 역 주변
- 국도 제165호선 · 국도 제166호선 · 국도 제168호선
- 가쓰라기 시청 다이마 청사
- 가쓰라기 시 다이마 문화회관
- 나가오 신사

## 인접 역
| 긴키 닛폰 철도 미나미오사카 선       | 긴키 닛폰 철도 미나미오사카 선 | 긴키 닛폰 철도 미나미오사카 선   |
| ------------------------------------ | ------------------------------ | -------------------------------- |
| F21 다이마데라 오사카아베노바시 방면 | F 미나미오사카 선              | 샤쿠도 F23 가시하라진구마에 방면 |